# Loukov (Boemia centrale)
Loukov è un comune della Repubblica Ceca facente parte del distretto di Mladá Boleslav, in Boemia Centrale.